# Bristol (Texas)
Bristol ist ein Dorf und ein Census-designated place im Ellis County im Bundesstaat Texas in den Vereinigten Staaten. Bei der letzten Volkszählung im Jahr 2010 hatte Bristol 668 Einwohner, im Jahr 2018 wurde die Einwohnerzahl mit 484 angegeben.

## Lage
Bristol liegt am südöstlichen Rand des Dallas-Fort-Worth-Metroplex an der Farm-to-Market-Road 660, rund 40 Kilometer südöstlich von Dallas und 28 Kilometer östlich von Waxahachie. Umliegende Städte und Dörfer sind India im Norden, Combine im Nordosten, Rosser im Osten, Telico im Südosten, Crisp im Süden, Garrett im Südwesten, Palmer im Westen sowie Trumbull und Ferris im Nordwesten.

## Geschichte
Die Siedlung wurde in den späten 1840er-Jahren von dem Siedler Joshua W. Brock gegründet und seinen beiden Brüdern gegründet und erhielt 1854 eine Poststation. Der Ort hieß damals Brockville. 1869 wurde die Poststelle wieder geschlossen. In den 1860er-Jahren errichtete eine ortsansässige Familie in der heutigen Ortslage eine dampfbetriebene Schrotmühle, ein Sägewerk und eine Egreniermaschine. Im Jahr 1870 wurden in dem Dorf eine Schule und eine Kirche gebaut. Am 15. April 1872 wurde wieder eine Poststelle eingerichtet, die den Namen Bristol erhielt. Der Name geht auf den früheren Einwohner Steven Mills zurück, der die Siedlung nach der britischen Stadt Bristol benennen wollte. Bis 1890 wuchs Bristol auf etwa 200 Einwohner an. Zu diesem Zeitpunkt hatte der Ort ein halbes Dutzend Geschäfte, eine Grundschule, eine Bank und zwei Kirchen.
1933 erreichte Bristol mit knapp 300 Einwohnern seinen zwischenzeitlichen Höchststand, danach ging die Einwohnerzahl kontinuierlich zurück. Am 16. September 1940 wurde die Dorfschule eingeweiht. 1960 hatte der Ort weniger als 200 Einwohner und für 1972 waren 94 Einwohner verzeichnet. Offiziell wurde die Einwohnerzahl zu diesem Zeitpunkt noch nicht erhoben. In den 1980er-Jahren entwickelte Bristol sich zu einem Versorgungszentrum für die umliegenden Farmen. Seit der Volkszählung 2010 werden Bristol und einige umliegende Farmen als Census-designated place berücksichtigt.

## Demografie
Im Jahr 2018 hatte Bristol laut American Community Survey 484 Einwohner. Es gab 174 Haushalte und 128 Familien in dem Dorf. Von den Einwohnern waren 91,74 Prozent Weiße und jeweils 4,13 Prozent Afroamerikaner bzw. amerikanische Ureinwohner. 62,4 Prozent der Einwohner von Bristol waren männlich und 37,8 Prozent weiblich.
6,3 Prozent der Haushalte hatten Kinder unter 18 Jahren, die bei ihnen lebten, und in 54,6 Prozent der Haushalte lebten Personen über 60 Jahren. Altersmäßig verteilten sich die Einwohner von Venus auf 4,1 Prozent Minderjährige, 4,1 Prozent zwischen 18 und 24, 40,3 Prozent zwischen 25 und 44, 38,3 Prozent zwischen 45 und 64 und 13,2 Prozent der Einwohner waren 65 Jahre alt oder älter. Das Medianalter lag bei 49,3 Jahren. 2018 lag das Medianeinkommen in Bristol pro Haushalt bei 95.163 US-Dollar und pro Familie bei 73.750 US-Dollar. 13,6 Prozent der Einwohner lebten unterhalb der Armutsgrenze.